# Tagliola

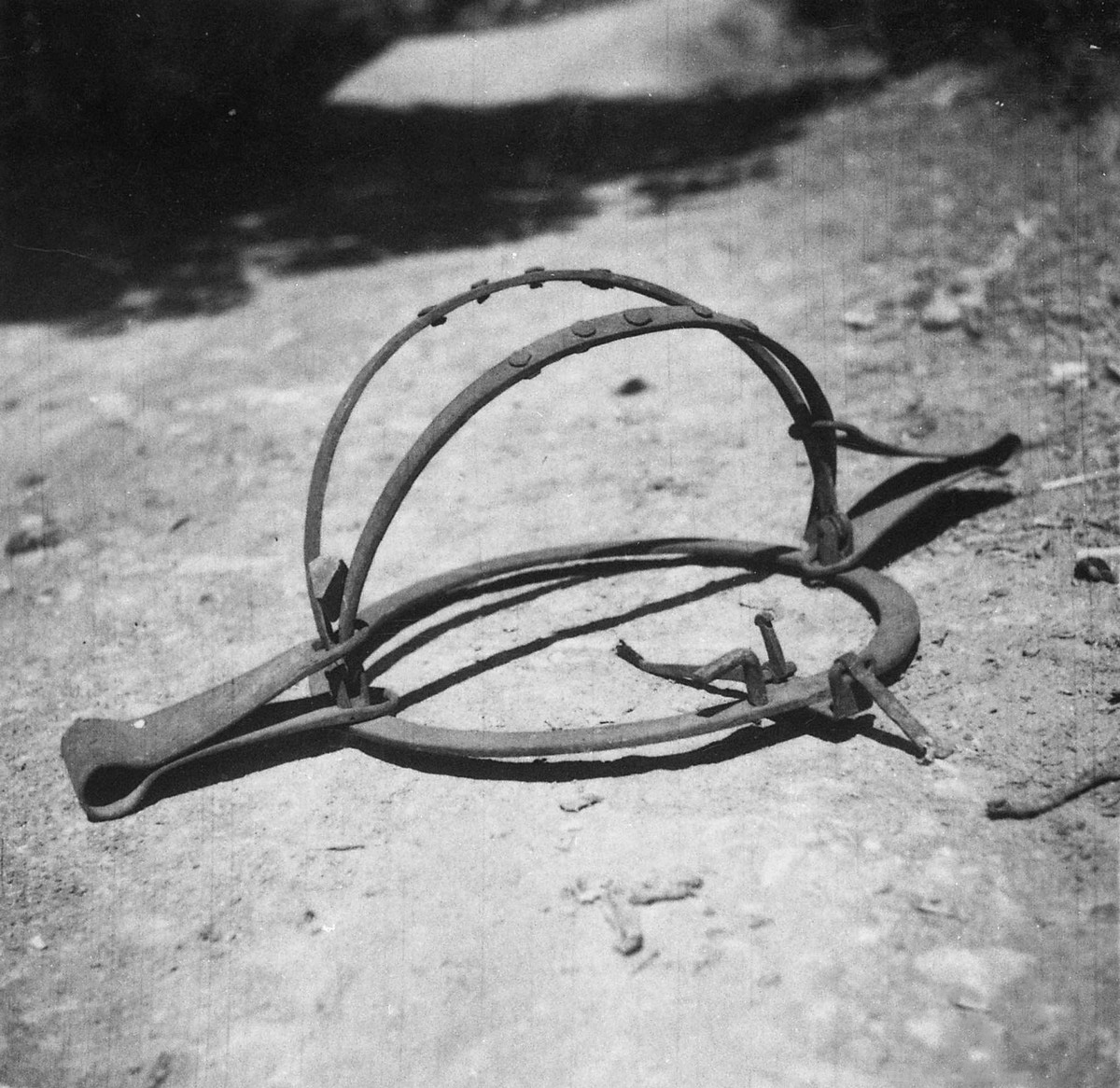
Tagliola

La tagliola è un dispositivo per catturare topi o selvaggina di diverse dimensioni.

## Utilizzo nella caccia

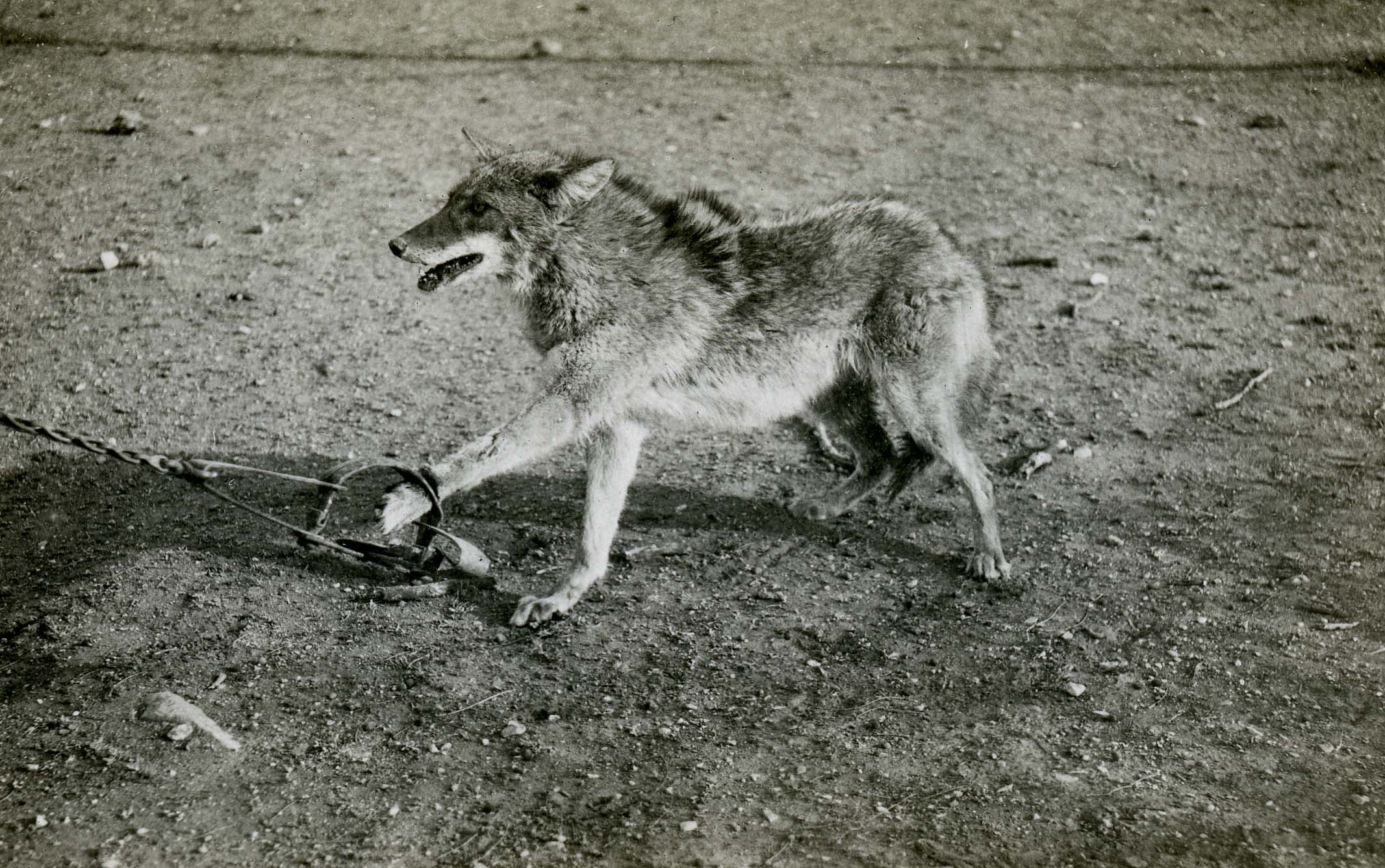
Coyote immobilizzato da una tagliola.

È composta generalmente di una morsetta metallica, con orlatura a preferenza a denti di sega per trattenere la preda. Il funzionamento avviene mediante uno scatto di una molla in tensione e causato per lo più dallo stesso animale che con il suo peso fa abbassare una piastra a cui è collegato un arco di percussione azionato da una molla.
Ci sono tantissimi tipi di tagliole per topi ma anche molto più grandi come quelle per i lupi. Sono facili da costruire soprattutto se si usa il legno ma, se si ha una certa manualità, si possono costruire anche in ferro.
L'attuale legislazione vigente in materia di tutela degli animali omeotermi e prelievo venatorio vieta la detenzione, la vendita e l'uso di trappole per la fauna selvatica, ai sensi della Legge 157/92.

## Durante la Prima guerra mondiale
Durante la prima guerra mondiale, i soldati di entrambe le parti si erano impantanati in una guerra di trincea in cui si assaltava la posizione avversaria all'arma bianca, ma le trincee avversarie erano spesso munite di mitragliatrici o mortai, che potevano decimare e, la maggior parte delle volte decimavano, gli attaccanti. Quindi si correva a zig-zag per schivare le raffiche e le granate di mortaio; ma in questo modo si poteva incappare in tagliole o in bocche di lupo nascoste in dislivelli del terreno o dietro montagnole. Molti soldati, soprattutto della Triplice intesa sono rimasti sfigurati da queste trappole.